# Arrondissement judiciaire de Liège (avant 2014)
Subdivisions
L'ancien arrondissement judiciaire de Liège était l'un des quatre arrondissements judiciaires de la province de Liège en Belgique et un des neuf qui dépendaient du ressort de la Cour d'appel de Liège. Il fut formé le 18 juin 1869 lors de l'adoption de la loi sur l'organisation judiciaire et fait partie du nouvel arrondissement judiciaire de Liège depuis la fusion des arrondissements judiciaires de 2014.

## Subdivisions
L'arrondissement judiciaire de Liège était divisé en 12 cantons judiciaires,. Il comprenait 32 communes, celles de l'arrondissement administratif de Liège, à l'exception de Comblain-au-Pont, ainsi que neuf des quatorze communes de l'arrondissement administratif de Waremme.
Note : les chiffres représentent ceux situés sur la carte.
1. Canton judiciaire de Fléron
      1. Beyne-Heusay
  2. Chaudfontaine
  3. Fléron
  4. Soumagne
2. Canton judiciaire de Grâce-Hollogne
      1. Awans
  2. Flémalle
  3. Grâce-Hollogne
3. Canton judiciaire de Herstal
      1. Herstal
  2. Oupeye
4. Canton judiciaire de Liège zone 1[5]
  1. Partie nord-est de la ville de Liège
5. Canton judiciaire de Liège zone 2[6]
  1. Partie nord-ouest de la ville de Liège
6. Canton judiciaire de Liège zone 3[7]
  1. Partie sud-ouest de la ville de Liège
7. Canton judiciaire de Liège zone 4[8]
  1. Partie sud-est de la ville de Liège
8. Canton judiciaire de Seraing
      1. Seraing
9. Canton judiciaire de Sprimont
      1. Aywaille
  2. Esneux
  3. Neupré
  4. Sprimont
  5. Trooz
10. Canton judiciaire de St Nicolas
      1. Ans
  2. Saint-Nicolas
11. Canton judiciaire de Visé
      1. Bassenge
  2. Blegny
  3. Dalhem
  4. Juprelle
  5. Visé
12. Canton judiciaire de Waremme
      1. Berloz
  2. Crisnée
  3. Donceel
  4. Faimes
  5. Fexhe-le-Haut-Clocher
  6. Geer
  7. Oreye
  8. Remicourt
  9. Waremme